# Eustache de Lévis
Pour les articles homonymes, voir Lévis.
Eustache de Lévis ( ? - † le 22 avril 1489), archevêque d’Arles (1475-1489) et cardinal, était le frère de Philippe de Lévis, son prédécesseur sur le siège d'Arles. 

## Biographie
À la mort de Philippe de Lévis, intervenue le 11 novembre 1475, son frère Eustache lui succéda. Le pape Sixte IV réduisit alors le diocèse d’Arles (21 novembre 1475) : il détacha le diocèse d'Avignon de la province d'Arles, l'érigea en archevêché et lui attribua comme suffragants les évêchés comtadins de Carpentras, Cavaillon et Vaison.
Eustache de Lévis vit le rattachement de la Provence au royaume de France (1483), à la suite de la mort du roi René (1481), comte de Provence. 
Sous son épiscopat, le climat entre les communautés chrétiennes et juives, déjà tendu, se dégrada encore. Les tensions exacerbées par le nouveau pouvoir provençal aboutirent au sac de la juiverie d’Arles en juin 1484. Les abus de pouvoir de ce prélat conduisent les Salonais à en appeler au pape.
Eustache de Lévis mourut le 22 avril 1489. Son tombeau, comme celui de son frère le cardinal Philippe de Lévis, est au revers de la Porte Sainte de la basilique Sainte-Marie-Majeure à Rome.
Son épiscopat avec celui de l'archevêque Nicolas de Cibo (1489-1499), son successeur, marqua la fin du monnayage d'Arles. Les monnaies d’Eustache de Lévis sont rares et témoignent des dernières émissions monétaires arlésiennes.